# Врховець (Врбовець)
Врховець (хорв. Vrhovec) — населений пункт у Хорватії, у Загребській жупанії у складі міста Врбовець.

## Населення
Населення за даними перепису 2011 року становило 140 осіб.
Динаміка чисельності населення поселення:

## Клімат
Середня річна температура становить 10,63 °C, середня максимальна — 25,57 °C, а середня мінімальна — -6,56 °C. Середня річна кількість опадів — 838 мм.
| Клімат поселення                              | Клімат поселення | Клімат поселення | Клімат поселення | Клімат поселення | Клімат поселення | Клімат поселення | Клімат поселення | Клімат поселення | Клімат поселення | Клімат поселення | Клімат поселення | Клімат поселення | Клімат поселення |
| Показник                                      | Січ.             | Лют.             | Бер.             | Квіт.            | Трав.            | Черв.            | Лип.             | Серп.            | Вер.             | Жовт.            | Лист.            | Груд.            |                  |
| Середній максимум, °C                         | 6,16             | 8,38             | 12,94            | 17,10            | 22,19            | 25,57            | 24,84            | 24,11            | 20,00            | 14,72            | 9,03             | 4,99             |                  |
| Середня температура, °C                       | −0,2             | 2,00             | 6,57             | 10,74            | 15,82            | 19,20            | 20,80            | 20,06            | 15,95            | 10,67            | 4,97             | 0,92             |                  |
| Середній мінімум, °C                          | −6,56            | −4,36            | 0,20             | 4,37             | 9,46             | 12,84            | 16,74            | 16,01            | 11,89            | 6,61             | 0,92             | −3,12            |                  |
| Норма опадів, мм                              | 46               | 45               | 54               | 65               | 74               | 92               | 78               | 82               | 78               | 80               | 83               | 61               |                  |
| Середньомісячна швидкість вітру, м/с          | 1.90             | 2.10             | 2.50             | 2.40             | 2.21             | 2.00             | 2.00             | 1.80             | 1.80             | 1.85             | 1.93             | 1.91             |                  |
| Середньомісячна сонячна радіація, кДж/м²·день | 4050             | 6827             | 10565            | 14961            | 19168            | 21165            | 21810            | 19148            | 14153            | 8702             | 4521             | 3292             |                  |
| --------------------------------------------- | ---------------- | ---------------- | ---------------- | ---------------- | ---------------- | ---------------- | ---------------- | ---------------- | ---------------- | ---------------- | ---------------- | ---------------- | ---------------- |
| Джерело:                                      |                  |                  |                  |                  |                  |                  |                  |                  |                  |                  |                  |                  |                  |